# Profissão Repórter
Profissão Repórter é um programa jornalístico semanal brasileiro, produzido e apresentado pela TV Globo, que vai ao ar nas noites de terça-feira. Originalmente foi criado como um quadro do programa Fantástico, tornando-se um programa fixo na emissora, em 2008. O programa é reprisado pelo canal a cabo GloboNews e pelo Canal Futura.
Em 10 de outubro de 2023, foi transmitido o episódio número 500.

## História
É muito complexo contar bem uma história. O mais complicado e trabalhoso é provar que ela é verdadeira. Porque, mesmo acreditando em uma fonte, temos o dever de desconfiar.— Caco Barcellos
Caco Barcellos e uma equipe de jovens repórteres vão às ruas, juntos, para mostrar diferentes ângulos do mesmo fato, da mesma notícia. Cada repórter tem sempre uma missão a cumprir, o que envolve tarefas tanto na realização da reportagem ao vivo quanto na finalização da mesma. Iniciado em 1995, como um quadro do Fantástico, retornou em 2006 e teve três edições especiais nas noites de quinta feira, em 2007. Estas edições foram ao ar nos dias 30 de agosto de 2007, 18 de outubro de 2007 e 13 de dezembro de 2007.
Tornou-se um programa solo na grade de programação da Globo a partir do dia 3 de junho de 2008. A partir de 6 de abril de 2016, fazendo dez anos no ar, o programa muda seu dia de exibição. Das terças-feiras após os seriados, passa a ser apresentado às quartas, após o Futebol. Em sua primeira exibição no novo horário, alcançou 21 pontos de média. Em 10 de julho de 2008, alcançou seu melhor índice, de 22 pontos.
Até 16 de outubro de 2019, o Profissão Repórter visitou todos os estados do Brasil e quarenta e três países ao redor do mundo. Em 16 de outubro de 2019, foi transmitido o episódio número 400, apresentando a expedição mais longa do programa, onde os jornalistas Danielle Zampollo e Maycon Mota ficaram 25 dias na Amazônia para entrevistar índios do povo Korubo, um grupo indígena que vive isolada.
A estreia da sua temporada 2020 estava programada para estrear em 28 de abril, com exibição as Terças Feiras. Porém, aconteceu a pandemia de COVID-19, e a equipe do programa foi redirecionada para a produção de reportagens especiais dedicadas ao tema para outros telejornais da emissora. Retornou a programação da TV Globo em 23 de fevereiro de 2021, agora exibido novamente as terças feiras, após o Big Brother Brasil.
Com frequência, o Profissão Repórter cumpre o papel de preencher lacunas na programação da TV Globo Internacional, agindo como um "tapa-buraco" em qualquer horário conforme necessário.

## Prêmios e indicações
| Ano  | Prêmio      | Categoria                    | Indicado | Resultado | Ref. |
| ---- | ----------- | ---------------------------- | -------- | --------- | ---- |
| 2019 | Troféu APCA | Melhor Programa Jornalístico | Indicado | [ 14 ]    |      |

- 2010: Ganhou o Troféu Imprensa de Melhor Programa Jornalístico de 2009.[15]
- 2016: Ganhou o 38º Prêmio Vladimir Herzog de Anistia e Direitos Humanos na categoria "Reportagem de TV", pelo episódio sobre a chacina em Osasco.[16]